# 唐山 (稱呼)
唐山是18世紀以來在海外華僑流行至今的用語，狹義特指華僑本人的家鄉，廣義泛指中國。其在概念上類同唐話（海外華僑的通語）、唐人。

## 歷史源起

### 唐山之「唐」

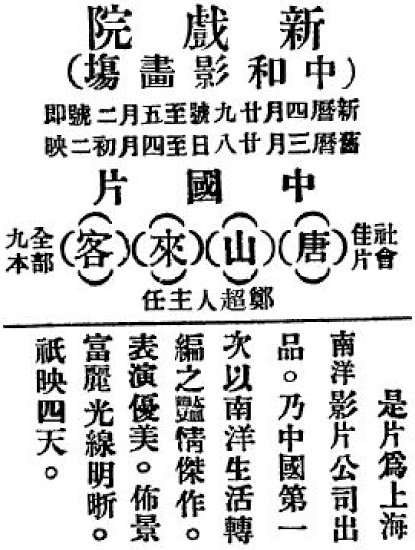
1927年電影《唐山來客》在英屬香港的廣告

大唐航海风气盛行，1119年大宋仕人朱彧觀察：“唐威令行于东南，故蛮夷呼中国为唐”。“唐人”之稱興起並沿袭，例如大明《瀛涯胜览》指爪哇國百姓“一等回回...一等唐人...一等土人”，唐人擠佔了“宋人”“明人”的說法。以“唐山”指涉家乡的文献則晚得多，最早是1765年《小琉球漫誌》“熟番云：台地（即台灣）寒由唐山人携来。盖诸番以内地为唐山、人为唐人也。”淘金潮興起時，1855年英屬香港報章載“此船甚是快行，前回在金山载有多客，返回唐山，费日甚少”。1900年代大清公文“凡华人商家之在非岛贸易思回唐山，...要禀明该处管辖税司” 。1971年李小龍在泰國拍電影《唐山大兄》。至2011年檳城福建人仍說唐山、唐人。
唐山在民謠民諺尤其「过番歌」的用例凡多。客家民謠「郎在番邦妹在唐，两人共天各一方；妹在唐山无双对，郎在番邦打流浪」。台灣民諺描述台灣人血統「有唐山公無唐山媽」。

### 唐山之「山」
至於為何以「山」代指一片土地，可能是華僑從海中遠眺中國本部陸地時，陸地就像山。例如1948年新加坡《南洋學報》指“南洋各地大率岛屿，独中国为广袤大陆，华侨乃视南洋各国为海国，视中国为山国，故曰唐山。”

## 狹義廣義
廣義的唐山指代整個中國，類同於「中土」，并不特指个人具体的家乡。從海外華僑的家書來看，少取廣義，多取狹義——具體指代本人的家鄉；例如：“近来忽闻唐山米粟暴涨”，“唐中晚冬收成如何”，“唐中邻友近人来暹很多”。（註：唐中即唐山之中）